# Folwark (powiat sztumski)
Folwark (niem. Vorwerk, Kreis Mohrungen) – wieś w Polsce, położona w województwie pomorskim, w powiecie sztumskim, w gminie Stary Dzierzgoń przy drodze wojewódzkiej nr 519. W skład sołectwa wchodzą również miejscowości Nowy Folwark i Protajny.
W latach 1975–1998 miejscowość administracyjnie należała do województwa elbląskiego.
We wsi secesyjny budynek stacji kolejowej z końca XIX wieku.